# European e-Competence Framework
Das European e-Competence Framework (e-CF) ist eine Europäische Norm zur Beschreibung von IT-Kompetenzen. Sie wurde vom European Committee for Standardization (CEN) entwickelt und ist seit 2016 als europäische Norm EN 16234-1 veröffentlicht.  
Das e-CF definiert 41 Kompetenzen für IT-Fachkräfte und ordnet sie fünf Kompetenzbereichen zu: Planen, Entwickeln, Betreiben, Unterstützen und Management. Jede Kompetenz wird in vier Proficiency-Stufen beschrieben, die sich an den Anforderungen verschiedener Berufsrollen orientieren.
Das Framework dient Unternehmen, Bildungseinrichtungen und Einzelpersonen als Orientierungshilfe für Personalentwicklung, Qualifikationsbewertung und Karriereplanung im IT-Bereich. Es ist ein zentraler Bestandteil der Europäischen Klassifizierung für Fähigkeiten/Kompetenzen, Qualifikationen und Berufe (ESCO) und unterstützt die Harmonisierung von IT-Kompetenzen in Europa.